# Myrcia virgata
Myrcia virgata är en myrtenväxtart som beskrevs av Jacques Cambessèdes. Myrcia virgata ingår i släktet Myrcia och familjen myrtenväxter. Inga underarter finns listade i Catalogue of Life.